# مبارک الکبیر
شهر مبارک الکبیر (به عربی: مبارک الکبیر) در استان مبارک‌الکبیر در کشور کویت واقع شده‌است. جمعیت این شهر ۳۲٫۳۱۸ نفر است.